# Josefina Villalobos
Josefina Villalobos (sinh ngày 5 tháng 8 năm 1924 và mất ngày 24 tháng 2 năm 2025) là một công chức người Mỹ gốc Colombia - người gốc Ecuador. Bà là Đệ nhất phu nhân của Ecuador phục vụ từ ngày 10 tháng 8 năm 1992 đến ngày 10 tháng 8 năm 1996 khi chồng bà, Sixto Durán Ballén, làm Chủ tịch của Ecuador.

## Tuổi thơ
Villalobos được sinh ra ở thành phố New York, có bố mẹ là người Colombia. Năm 1945, cô kết hôn với Sixto Durán Ballén.

## Đệ nhất phu nhân (1992 - 96)
Là đệ nhất phu nhân của quốc gia, Villalobos được biết đến trên các phương tiện truyền thông và bởi người dân Finita de Durán-Ballén. Khi trở thành đệ nhất phu nhân, bà đóng một vai trò quan trọng trong việc thành lập Viện trẻ em và gia đình quốc gia (INNFA). Cô được biết đến với việc tổ chức Carondelet Palace và đồng hành cùng chồng trong các chuyến đi khác nhau trong nước và quốc tế. Josefina là người phụ nữ lớn tuổi đầu tiên đảm nhận vai trò này, kể từ khi bà 68 tuổi khi chồng bà giành chức tổng thống của Cộng hòa vào năm 1992.

## Cuộc sống cá nhân
Ballén và Villalobos có tám người con. Sau khi Ballén rời văn phòng, hai người đã nghỉ hưu và sống ở Quito, Ecuador. Vào ngày 15 tháng 11 năm 2016, Ballén qua đời ở tuổi 95.